# The Gereg
The Gereg è l'album di debutto del gruppo musicale mongolo The Hu.
Pubblicato il 13 settembre 2019, esso prende il nome da un antico manufatto mongolo del XIII secolo, un lasciapassare che veniva rilasciato ai nobili, ad ambasciatori o ai convogli per mostrare il loro livello di privilegio e autorità.

## Descrizione
L'album è interamente cantato in lingua mongola. Il genere musicale è un insieme di elementi dell'heavy metal e del folklore mongolo, definito dal gruppo come Hunnu Rock.
Il 4 ottobre e il 13 dicembre del 2019 vengono, in ordine, pubblicati i remix dei brani Yuve Yuve Yu, con il cantante Danny Case degli From Ashes to New, e Wolf Totem, con il cantante Jacoby Shaddix dei Papa Roach.
Il 1º maggio 2020 viene pubblicato il remix di Song of Women, con la cantante Lzzy Hale degli Halestorm.

## Tracce
Testi e musiche di The Hu e B. "Dashka" Dashdondog.
1. The Gereg – 4:54
2. Wolf Totem – 5:38
3. The Great Chinggis Khaan – 4:32
4. The Legend of Mother Swan – 5:25
5. Shoog Shoog – 4:01
6. The Same – 5:27
7. Yuve Yuve Yu – 4:42
8. Shireg Shireg – 5:47
9. Song of Women – 7:16

Durata totale: 47:42

## Formazione
- Galbadrakh Tsendbaatar, "Gala" – Morin Khuur, voce
- Nyamjantsan Galsanjamts, "Jaya" – Tumur Khuur, Tsuur, voce
- Enkhsaikhan Batjargal, "Enkush" – Morin Khuur, voce
- Temuulen Naranbaatar, "Temka" – Tovshuur, cori